# Anthurium sanctifidense
Anthurium sanctifidense är en kallaväxtart som beskrevs av Thomas Bernard Croat. Anthurium sanctifidense ingår i släktet Anthurium och familjen kallaväxter. Inga underarter finns listade.